# Болезнь Хага
Болезнь Хага — гликогеноз 9 типа. Данное заболевание относится к группе гликогеновых болезней. Причиной является мутация гена PHKA2, отвечающего за синтез α2 -субъединицы фермента киназы фосфорилазы. Этот ген располагается на коротком плече 10-й хромосомы в области Хр22.13. Данное заболевание относится к печеночной форме гликогенозов, то есть происходит нарушение использования гликогена, который необходим для поддержания нормального уровня глюкозы в крови. Болезнь описана врачом Г. Хагом (G. Hug).

## Симптомы
Симптомами заболевания являются гепатомегалия (увеличенные размеры печени в результате накопления большого количества гликогена в ней), умеренная гипогликемия, и другие клинические проявления, характерные для гликогенозов 1 и 2 типов, однако менее выраженные.

## Диагностика
Диагностика заключается в проведении биопсии тканей печени и мышц. Затем образцы подвергают исследованию на количество гликогена и активность ферментов, которые участвуют в его обмене. Полного излечения на данный момент не существует. Лечение данной патологии направлено на снижение интенсивности симптоматики. Этому способствует правильная диета (при гипогликемии рекомендуется пища с высоким процентом содержания легкоусвояемых углеводов), употребление витаминов, в некоторых случаях эффективен прием глюкагона, глюкокортикоидов и анаболических гормонов.